# Sermide e Felonica
Sermide e Felonica ist eine italienische Gemeinde mit 7087 Einwohnern (Stand 31. Dezember 2023) in der Provinz Mantua (Region Lombardei).

## Geographie
Der Gemeindesitz im Ortsteil Sermide liegt etwa 45 Kilometer südsüdöstlich von Mantua am südlichen Ufer des Po an der Grenze zu den beiden Regionen Emilia-Romagna, mit den Provinzen Ferrara und Modena, und Venetien mit der Provinz Rovigo. Zum Gemeindegebiet der Streugemeinde gehören neben dem Gemeindesitz in Sermenide noch die Fraktionen Caposotto, Felonica, Malcantone, Moglia, Porcara, Quatrelle und S. Croce.
Die Nachbargemeinden sind Borgocarbonara, Magnacavallo und Poggio Rusco in der Provinz Mantua, Bondeno in der Pronvinz Ferrara, Calto, Castelmassa, Castelnovo Bariano und Ficarolo in der Provinz Rovigo sowie Mirandola und Salara in der Provinz Modena.

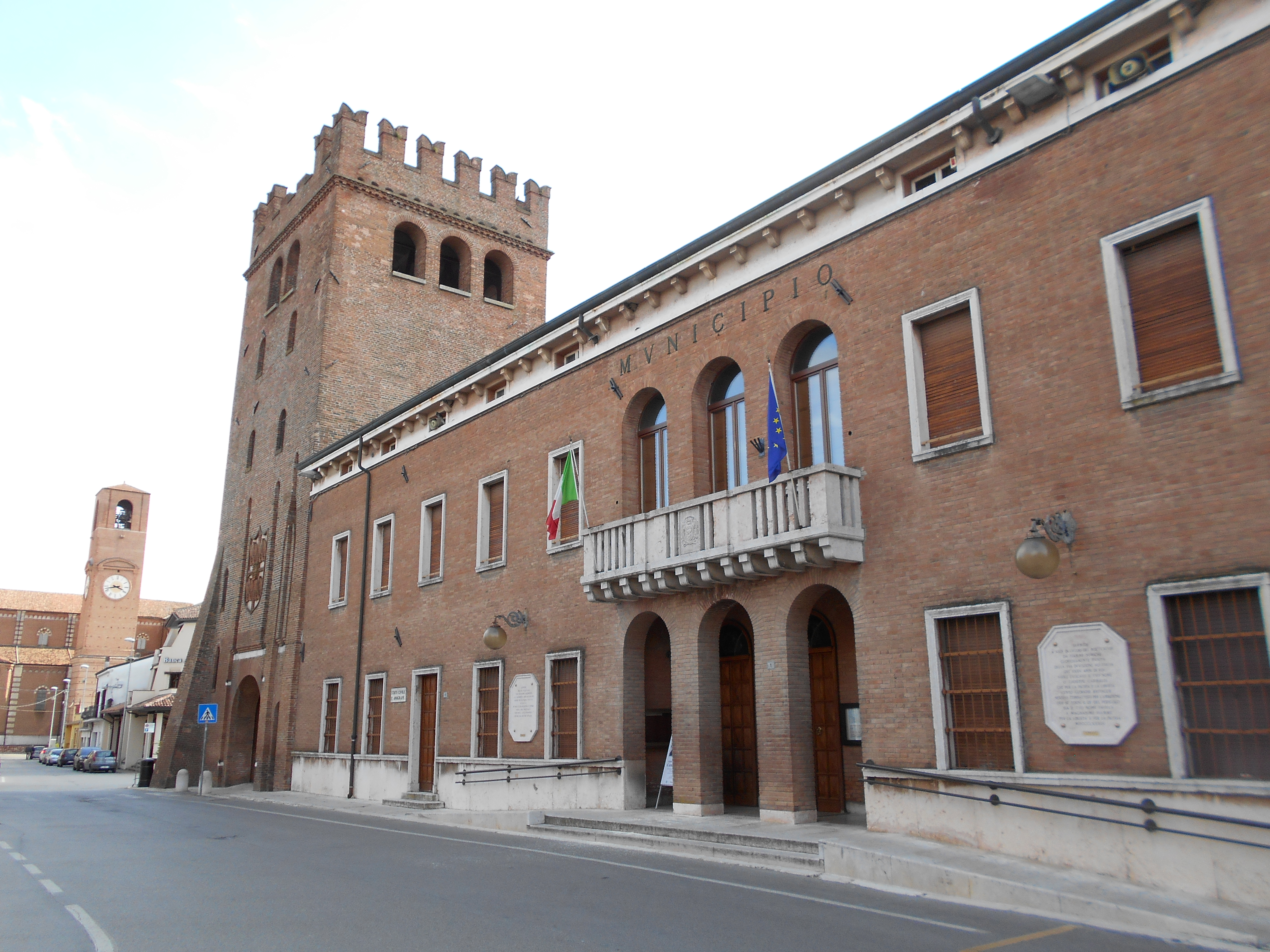
Rathaus im Ortsteil Sermide

## Geschichte
Die Gemeinde Sermide e Felonica entstand 2017 aus dem Zusammenschluss der bis dahin eigenständigen Gemeinden Sermide und Felonica.